# Phil Todd
Phil Todd (* 6. August 1956 in Borehamwood, Hertfordshire) ist ein britischer Jazzmusiker (Saxophone, Klarinette, Flöte, Electronic Wind Instrument), der auch als Studiomusiker vielgefragt ist. Dem Jazz Rough Guide zufolge hat er eine eigene Stilistik entwickelt und ist einer der begabtesten britischen Jazzmusiker seiner Generation.

## Leben und Wirken
Todd lernte ab dem zwölften Lebensjahr Saxophon, bald folgten Flöte und Klarinette. Bereits mit vierzehn Jahren spielte er in Tanzkapellen. Nach einem zweijährigen Musiklehrgang am Hitchin College studierte er am Trinity College of Music; gleichzeitig gehörte er von 1973 bis 1977 zum National Youth Jazz Orchestra. Dann arbeitete er mit Jeff Clynes Turning Point (1979 bis 1982), mit Michael Garrick und dem Cortege Ensemble von Mike Westbrook, bevor er 1982 Mitglied von Nucleus wurde (er gehörte der Band bis zur Auflösung 1989 an).
Von 1989 bis 1992 spielte er bei Ian Carr; auf dessen Album Old Heartland (1988) war er einer der Hauptsolisten und solierte auf dem Sopransaxophon und der Bassklarinette. Auch gehörte er ab 1990 zum Mask Orchestra von Colin Towns und dann zur Band von Guy Barker und bei Paul Hardcastle. Auch tourte er mit Phil Collins. Als Studiomusiker ist er auf Alben von Roxy Music, Anne Dudley, Joni Mitchell, Westlife, James Morrison, Vanessa-Mae oder Will Young zu hören. Ausschließlich mit elektronischen Blasinstrumenten lieferte er einen wichtigen Beitrag zur Filmmusik von Arachnophobia.

## Lexikalische Einträge
- Ian Carr, Digby Fairweather, Brian Priestley: Rough Guide Jazz. Der ultimative Führer zur Jazzmusik. 1700 Künstler und Bands von den Anfängen bis heute. Metzler, Stuttgart/Weimar 1999, ISBN 3-476-01584-X.